# Neu-vermehrtes Historisch- und Geographisches Allgemeines Lexicon
Das Neu-vermehrte Historisch- und Geographische Allgemeine Lexikon ist ein sechsbändiges Lexikon, verlegt und gedruckt im Basler Verlag Brandmüller. Herausgeber der 1726 und 1727 erschienenen ersten Ausgabe war Jacob Christoph Iselin; die beiden Supplementbände erschienen 1742 und 1744. Das Lexikon steht in der Tradition des historischen Lexikons des Johann Franz Buddeus. „Dißmahlen von neuem mit Fleiß gantz übersehen“ wurde es von einer grossen Anzahl Fehler der älteren Lexika „gereiniget“ und insbesondere die Schweiz betreffende Artikel „um ein grosses vermehret“. Die dritte Ausgabe wurde 1742 bei Johannes Brandmüller des Älteren Erben verlegt und bei Johannes Christ, später „bey Johannes Christ sel. Wittib“ gedruckt. Die Ergänzungen der dritten Ausgabe lieferten der Basler Theologe und Historiker Jakob Christoph Beck und der Basler Pfarrer August Johann Buxtorf.

## Inhalt
Im Untertitel in alter Schreibweise wird zugleich der Inhalt des Lexikons zusammengefasst,

„[…] In welchem das Leben, die Thaten und andere Merckwürdigkeiten deren Patriarchen, Propheten, Apostel, Vätter der ersten Kirchen, Päbsten, Cardinälen, Bischöffen, Prälaten, vornehmer Gelehrten und anderer … berühmter Männern und Künstlern, nebst denen so genannten Ketzern; wie nicht weniger derer Kayser, Königen, Chur- und Fürsten, Grafen, grosser Herren, berühmter Kriegs-Helden und Ministern; Ingleichen ausführliche Nachrichten von denen ansehnlichsten Gräflichen, Adelichen und andern … Familien, von Concilien, Mönchs- und Ritter-Orden, Heydnischen Göttern, auch allerhand wichtigen … Antiquitäten, etc. etc. Und endlichen Die Beschreibung derer Kayserthümern, Königreichen, Fürstenthümern, freyer Ständen, Landschafften, Insulen, Städten, Schlösser, Stifften, Klöster, Gebürgen, Meeren, Seen, Flüssen, und so fortan Aus allen vorhin ausgegebenen und von gleichen Materien handlenden Lexicis, auch andern bewährten Historisch- und Geographischen Schrifften zusammengezogen …“